# Tom Wood (Schauspieler, 1963)
Thomas „Tom“ Mills Wood (* 19. April 1963 in Long Beach, Kalifornien) ist ein US-amerikanischer Schauspieler und Musiker.

## Leben
Wood wuchs in Pasadena auf und studierte am College der Carnegie Mellon University in Pittsburgh.
Er gab sein Schauspieldebüt 1988 in Buzz Kuliks Fernsehfilm Zu jung, ein Held zu sein. Es folgten Rollen in Filmen wie Dirty Tiger, Avalon und Showtime – Hilfe, meine Mama ist ein Star. 1992 übernahm Wood unter der Regie von Andrew Davis im Actionfilm Alarmstufe: Rot die Rolle des Private Nash. Im Jahr darauf besetzte Davis ihn erneut als Deputy Marshal Noah Newman im Actionthriller Auf der Flucht. Die gleiche Rolle übernahm Wood 1998 in der Fortsetzung Auf der Jagd. Im Filmdrama Ulee’s Gold war Wood an der Seite von Peter Fonda zu sehen.
Parallel trat Wood auch am Theater auf, unter anderem 1994 am Broadway in einer Inszenierung von Harold Pinters No Man′s Land als Foster.
Um die Jahrtausendwende zog sich Wood von der Schauspielerei zurück. Im Jahr 2005 gründete er das unabhängige Produktionsunternehmen Mill Stream Pictures LLC, mit dem er vor allem gesellschaftlich relevanten Content produzieren wollte. Bei der Entwicklung einer Musik-Fernsehserie erwachte in Wood der Wunsch, eigene Musik zu produzieren. Unter dem Namen Governor Tom veröffentlichte er im Dezember 2020 seine erste Single A Man with a Hat. Die zweite Single Living Wild erschien im August 2021, die dritte Single Architect of Love folgte im November 2021.
Wood ist verheiratet und Vater von vier Söhnen.

## Filmografie (Auswahl)
- 1988: Zu jung, ein Held zu sein (Too Young the Hero, Fernsehfilm)
- 1988: Dirty Tiger (Tiger Warsaw)
- 1989: China Beach (Fernsehserie, 1 Episode)
- 1990: Avalon
- 1991: Teuflisches Komplott (False Arrest, Fernsehfilm)
- 1992: Brooklyn Bridge (Fernsehserie, 1 Episode)
- 1992: Showtime – Hilfe, meine Mama ist ein Star (This Is My Life)
- 1992: Down the Shore (Fernsehserie, 1 Episode)
- 1992: Wunderbare Jahre (The Wonder Years, Fernsehserie, 1 Episode)
- 1992: Alarmstufe: Rot (Alarmstufe: Rot)
- 1992: Martial Law III – Tödliches Komplott (Mission of Justice)
- 1992: The Powers That Be (Fernsehserie, 1 Episode)
- 1993: Black Widow Murders: The Blanche Taylor Moore Story (Fernsehfilm)
- 1993: Auf der Flucht (The Fugitive)
- 1995: Apollo 13
- 1995: Durchgeknallt und auf der Flucht (Bushwhacked)
- 1995: Different Minds – Feindliche Brüder (Steal Big Steal Little)
- 1996: Waiting Game
- 1997: Anleitung zum Mord (Close to Danger, Fernsehfilm)
- 1997: Ulee’s Gold
- 1997: Der Hollywoodkiller (Tinseltown)
- 1998: Auf der Jagd (U.S. Marshals)
- 1998: Rache nach Plan (Vengeance Unlimited, Fernsehserie, 1 Episode)
- 2000: Chicago Hope – Endstation Hoffnung (Chicago Hope, Fernsehserie, 1 Episode)
- 2000: Meat Loaf: To Hell and Back (Fernsehfilm)

## Theatrografie
- 1988: The Palace of Amateurs (Minetta Lane Theatre, New York City)
- 1991: Bodoni County (Vineyard Theatre, New York City)
- 1994: No Man′s Land (Criterion Center Stage Right, New York City)